# Dobrina, Žetale
Dobrina este o localitate din comuna Žetale, Slovenia, cu o populație de 272 de locuitori.